# フリッツ・エヴァート
フリッツ・エヴァート（Fritz Ewert、1937年2月9日 - 1990年3月16日）は、ドイツ・デュッセルドルフ出身の元同国代表サッカー選手。ポジションはGK。

## クラブ経歴
1955年にTuRUデュッセルドルフでサッカーを始め、1957年にはアマチュア選手としてU-23ドイツ代表に招集された。1957年、ドイツ国内強豪の1.FCケルンに移籍。ここでは長らく守護神を務め、その活躍もあり、1959年にはドイツ代表に選出された。ドイツ代表では計4試合に出場した。しかし、1964-65シーズンからレギュラーの座をアントン・シューマッハに奪われ、2年後の1966年、オランダのAZアルクマールに活躍の場を移した。1年をAZで過ごし、再びドイツに帰還。自身がキャリアを始めたクラブであるTuRUデュッセルドルフに復帰し、1973年に同クラブを退団後、同じくアマチュアクラブのSpVgフレーヘン20にて現役を引退した。

## タイトル
1.FCケルン
- ブンデスリーガ : 2回 (1961-62, 1963-64)